# Tren del Sur
Der Tren del Sur ist eine geplante Eisenbahnstrecke auf der Kanareninsel Teneriffa, die die Inselhauptstadt Santa Cruz de Tenerife mit Adeje im Süden der Insel verbinden soll. Mit einer Geschwindigkeit von bis zu 220 km/h soll eine Fahrt von Santa Cruz nach Adeje 40 Minuten dauern. Neben dem Personenverkehr soll auf der Strecke auch Güterverkehr stattfinden. Die Zugverbindung soll die Südautobahn TF-1 entlasten.

## Verlauf
Die Strecke soll von Santa Cruz aus entlang der TF-1 über Candelaria, Granadilla de Abona und Playa de Las Américas nach Adeje führen. Die Trasse soll dabei größtenteils in Tunneln oder aufgeständert verlaufen.

## Geschichte
Bereits seit über 100 Jahren wurde über Zugverbindungen auf Teneriffa nachgedacht. Im Jahr 2009 genehmigte das Cabildo Insular eine aus dem Jahr 1997 stammende Planung einer 80 Kilometer langen Zugstrecke von Santa Cruz bis nach Adeje, mit einer möglichen Erweiterung nach Fonsalía, einem Ortsteil von Guía de Isora. Die Kosten des Projekts wurden auf 1,8 Milliarden Euro geschätzt, wobei der Inselregierung 8,3 Millionen für die Planungsphase zur Verfügung standen. Der Bau sollte 2011 beginnen und frühestens 2017 abgeschlossen sein. Bei einer Frequenz von 15 Minuten in jede Richtung rechnete man mit 30.000 Fahrgästen täglich. Nachdem das Projekt zwischenzeitlich aus finanziellen Gründen auf Eis gelegen war, stellte die Zentralregierung in Madrid dem Cabildo für das Jahr 2016 11 Millionen Euro für die Infrastruktur zur Verfügung. Die voraussichtlichen Kosten werden inzwischen auf über 2,2 Milliarden Euro geschätzt, weswegen der Bau in mehreren Abschnitten umgesetzt werden wird. 2015 wurde bekanntgegeben, dass ab 2016 der Baubeginn mit einem 16 Kilometer langen Abschnitt von Santa Cruz nach Candelaria erfolgen soll. Bislang (Stand 2017) haben allerdings noch keine Bauarbeiten begonnen und es ist auch kein neuer Termin für einen Baubeginn bekannt.
2024 gab die Regierung von Tenerifa bekannt, dass mit dem Bau des Streckenabschnitts von San Isidro nach Adeje begonnen werden soll. Allerdings sollen vorher die Planungsunterlagen über einen Zeitraum von mindestens einem Jahr aktualisiert werden. Die Bauzeit soll voraussichtlich vier Jahre betragen. Die Baukosten sollen 800 Millionen Euro betragen; die Finanzierung ist allerdings noch nicht gesichert. Es sollen täglich circa 500.000 Passagiere befördert werden.

## Kritik
Neben ökologischen Bedenken wird am Zugprojekt kritisiert, dass keine Notwendigkeit einer Zugverbindung bestehe, da die Busse für den öffentlichen Nahverkehr genügen würden und eine Förderung des Busses als Verkehrsmittel effektiver sei. Mitarbeiter des lokalen Nahverkehrsunternehmens TITSA reichten daher eine Unterschriftensammlung gegen das Projekt bei Carlos Alonso, dem Präsidenten der Insel, ein.

## Tren del Norte
Für den Norden der Insel ist ebenfalls eine Zuganbindung an die Hauptstadt geplant, die sich allerdings noch in der Planungsphase befindet, da noch keine Projektierung vorgenommen wurde und ein Umweltgutachten fehlt. Der Baubeginn soll dabei frühestens 2017 sein, auch hier ist ein Bau in mehreren Abschnitten geplant. Die Strecke soll parallel zur Nordautobahn TF-5 von Santa Cruz über Tacoronte nach Puerto de la Cruz oder noch weiter nach Icod de los Vinos führen. Die Kosten werden auf etwa 1,6 Milliarden Euro geschätzt.
2024 teilte die Regierung von Tenriffa mit, dass die Planung wieder aufgenommen werden soll. Die Behörden prüfen alternative Optionen, die die Landschaft weniger beeinträchtigen, wie beispielsweise ein Tram-Train-System, das möglicherweise bis nach El Sauzal reicht und im Vergleich zur Südbahn langsamer verkehrt.